# Landtagswahlkreis Villingen-Schwenningen
Der Wahlkreis Villingen-Schwenningen (Wahlkreis 54) ist ein Landtagswahlkreis im Süden von Baden-Württemberg. Er umfasste bei der Landtagswahl 2021 den nördlichen und mittleren Teil des Schwarzwald-Baar-Kreises mit den Gemeinden Bad Dürrheim, Bräunlingen, Brigachtal, Dauchingen, Furtwangen im Schwarzwald, Gütenbach, Königsfeld im Schwarzwald, Mönchweiler, Niedereschach, St. Georgen im Schwarzwald, Schönwald im Schwarzwald, Schonach im Schwarzwald, Triberg im Schwarzwald, Tuningen, Unterkirnach, Villingen-Schwenningen und Vöhrenbach, gleichbedeutend mit dem Mittelbereich Villingen-Schwenningen. Wahlberechtigt waren 121.863 Einwohner des Wahlkreises.
Die Grenzen der Landtagswahlkreise wurden nach der Kreisgebietsreform von 1973 zur Landtagswahl 1976 grundlegend neu zugeschnitten und seitdem nur punktuell geändert. Zur Landtagswahl 2011 gab es erstmals eine Veränderung im Zuschnitt des Wahlkreises Villingen-Schwenningen. Um die Wahlkreisgrößen anzugleichen, wurde die Gemeinde Bräunlingen aus dem benachbarten Wahlkreis Tuttlingen-Donaueschingen an den Wahlkreis Villingen-Schwenningen angegliedert.

## Wahl 2021
Die Landtagswahl 2021 hatte folgendes Ergebnis:
| Direktkandidat     | Partei       | Stimmen in % | Landtagswahl 2016 Stimmen in % |
| ------------------ | ------------ | ------------ | ------------------------------ |
| Martina Braun      | Grüne        | 34,6         | 31,6                           |
| Raphael Rabe       | CDU          | 22,5         | 29,0                           |
| Martin Rothweiler  | AfD          | 11,3         | 14,8                           |
| Nicola Schurr      | SPD          | 9,1          | 10,0                           |
| Frank Bonath       | FDP          | 12,2         | 7,9                            |
| Bernhard Thriene   | DIE LINKE    | 2,4          | 2,0                            |
| Michael Kamphenkel | ödp          | 0,8          | 0,5                            |
| Antonio Falla      | Freie Wähler | 2,9          | 1,0                            |
| Thomas Möcker      | dieBasis     | 1,2          | –                              |
| Martin Dilger      | KlimalisteBW | 0,8          | –                              |
| Philipp Michel     | WiR2020      | 1,4          | –                              |
| Philipp Fleig      | Volt         | 0,7          | –                              |
| –                  | Sonstige     | –            | 3,1                            |

## Wahl 2016
Die Landtagswahl 2016 hatte folgendes Ergebnis:
| Direktkandidat     | Partei       | Stimmen in % | Landtagswahl 2011 Stimmen in % |
| ------------------ | ------------ | ------------ | ------------------------------ |
| Martina Braun      | Grüne        | 31,6         | 22,4                           |
| Karl Rombach       | CDU          | 29,0         | 42,6                           |
| Markus Frohnmaier  | AfD          | 14,8         | –                              |
| Henning Keune      | SPD          | 10,0         | 22,2                           |
| Andrea Kanold      | FDP          | 07,9         | 05,1                           |
| Marvin Wiegand     | DIE LINKE    | 02,0         | 02,3                           |
| Michael Strauß     | ALFA         | 01,2         | –                              |
| Dayi Dursun        | Freie Wähler | 01,0         | –                              |
| Jürgen Schützinger | NPD          | 00,8         | 01,7                           |
| Wolfgang Kliche    | Die PARTEI   | 00,8         | –                              |
| Gerhard Wössner    | ÖDP          | 00,5         | 00,8                           |
| Eva Knöpfle        | REP          | 00,2         | 00,5                           |

## Wahl 2011
Die Landtagswahl 2011 hatte folgendes Ergebnis:
| Direktkandidat     | Partei    | Stimmen in % | Landtagswahl 2006 Stimmen in % |
| ------------------ | --------- | ------------ | ------------------------------ |
| Karl Rombach       | CDU       | 42,6         | 49,3                           |
| Martina Braun      | Grüne     | 22,4         | 10,0                           |
| Edgar Schurr       | SPD       | 22,2         | 21,4                           |
| Jens Hagen         | FDP       | 05,1         | 10,8                           |
| Tobias Stützer     | DIE LINKE | 02,3         | WASG: 2,2                      |
| Jürgen Schützinger | NPD       | 01,7         | 02,6                           |
| Tobias Zawisla     | Piraten   | 01,7         | –                              |
| Georg Müller       | PBC       | 00,8         | 01,2                           |
| Verena Föttinger   | ÖDP       | 00,8         | 00,5                           |
| Bruno Ganser       | REP       | 00,5         | 01,3                           |
| –                  | Sonstige  | –            | 00,6                           |

## Wahl 2006
Die Landtagswahl 2006 hatte folgendes Ergebnis:
| Direktkandidat     | Partei   | Stimmen in % | Landtagswahl 2001 Stimmen in % |
| ------------------ | -------- | ------------ | ------------------------------ |
| Karl Rombach       | CDU      | 49,4         | 54,7                           |
| Edgar Schurr       | SPD      | 21,5         | 27,3                           |
| Jens Hagen         | FDP      | 10,6         | 06,9                           |
| Hartmut Hauser     | Grüne    | 09,9         | 05,6                           |
| Jürgen Schützinger | NPD      | 02,6         | 00,4                           |
| Markus Klemt       | WASG     | 02,3         | –                              |
| Horst Nordmann     | REP      | 01,3         | 02,7                           |
| Elfriede Dommert   | PBC      | 01,3         | 00,8                           |
| Herbert Munz       | ADM      | 00,6         | –                              |
| Verena Föttinger   | ödp      | 00,5         | 00,5                           |
| –                  | Sonstige | –            | 01,0                           |

## Abgeordnete seit 1976
Bei den Landtagswahlen in Baden-Württemberg hat jeder Wähler nur eine Stimme, mit der sowohl der Direktkandidat als auch die Gesamtzahl der Sitze einer Partei im Landtag ermittelt werden. Dabei gibt es keine Landes- oder Bezirkslisten, stattdessen werden zur Herstellung des Verhältnisausgleichs unterlegenen Wahlkreisbewerbern Zweitmandate zugeteilt.
Den Wahlkreis Villingen-Schwenningen vertraten seit 1976 folgende Abgeordnete im Landtag:
| Partei | Art des Mandats | Gewählte |
| ------ | --------------- | --- |
| CDU    | Erstmandat      | Erwin Teufel 1976, 1980, 1984, 1988, 1992, 1996, 2001 Karl Rombach 2006, 2011                                                                          |
| CDU    | Zweitmandat     | Karl Rombach 2016 |
| Grüne  | Erstmandat      | Martina Braun 2016, 2021 |
| SPD    | Zweitmandat     | Adam Berberich 1976 Hartmut Riepl 1980 Kurt Kempf 1984, verstorben am 26. Dezember 1985 Julius Redling nachgerückt am 7. Januar 1986; 1988, 1992, 1996 |
| FDP    | Zweitmandat     | Frank Bonath 2021 |